# Salida (Colorado)
Salida è un centro abitato (city) degli Stati Uniti d'America, capoluogo di contea della contea di Chaffee dello Stato del Colorado. Nel censimento del 2000 la popolazione era di 5 504 abitanti.

## Geografia fisica
Secondo i rilevamenti dell'United States Census Bureau, Salida si estende su una superficie di 5,6 km².